# Karai János
Karai János (Pórládony, 1928. március 8. – Budapest, 2004. január 25.) magyar gépészmérnök, egyetemi tanár, a Kertészeti és Élelmiszeripari Egyetem Eötvös Loránd-díjjal és Akadémiai Díjjal kitüntetett tanszékvezetője, dékánhelyettese, dékánja majd rektorhelyettese, professor emeritus.

## Élete
1928. március 8-án született az akkor Sopron vármegyéhez tartozó Pórládony településen (ma a Vas vármegyei Tompaládony településrésze), Karai József és Szabó Irma fiaként, nyolcgyerekes családban. Egyetemi tanulmányait 1948 és 1952 között végezte a Budapesti Műszaki Egyetem Gépészmérnöki Karán, majd végzése után, még abban az évben a Kertészeti és Élelmiszeripari Egyetem jogelődjén kapott állást, az akkori Agrártudományi Egyetem Mezőgazdasági Gépészmérnöki Karának Műszaki Tanszéken, ahol egészen nyugdíjba vonulásáig dolgozott. 1954-ben kötött házasságot Lacza Éva termelőszövetkezeti dolgozóval.
Egyetemi pályájának első két évében, 1952-től 1954-ig tanársegéd, majd 1955-től 1957-ig adjunktus volt. Az egyetem átszervezésével, 1957-től a Kertészeti és Szőlészeti Főiskola (majd újabb átszervezés után a Kertészeti és Élelmiszeripari Egyetem) Termesztési Karának Kertészeti Géptan Tanszékén lett adjunktus. 1961-ben doktorált, 1968-ban lett a műszaki tudományok kandidátusa, egyúttal docensi kinevezést is kapott.
1970-ben választották meg első alkalommal a(z évtizedek során több névváltoztatáson átesett) Műszaki Tanszék vezetőjének; e tisztségét mintegy negyed évszázadon keresztül megszakítás nélkül viselte. 1972-ben kapott egyetemi tanári kinevezést, majd az 1974 és 1986 közötti tizenkét évben előbb az egyetem Kertészeti Karának dékánhelyettese (1974-1980), majd egy időre dékánja (1980-1983), utána pedig, három évre az egyetem rektorhelyettese lett (1983-1986). 1978-ban elnyerte a műszaki tudományok doktora címet – ugyanebben az évben átvehette a Kertészeti és Élelmiszeripari Egyetem jubileumi emlékplakettjét –; 1985-ben a munkásságát Eötvös József-díjjal, 1993-ban pedig Akadémiai Díjjal ismerték el. 1996. december 31-ével vonult nyugdíjba.
Szervezeti tagságai közül említést érdemel a Magyar Agrártudományi Egyesülés kertészeti gépészeti szakosztályának elnöki megbízatása, illetve a Gépipari Tudományos Egyesülés szintén elnöki tisztsége. A Magyar Tudományos Akadémia Agrár Műszaki Bizottsága is a tagjai közé választotta, a bizottságon belül a tudományos káderfejlesztési albizottság elnöke volt.
2004. január 25-én hunyt el Budapesten, temetése 2004. július 13-án zajlott a rákoskeresztúri Új köztemetőben.

## Művei
Karai János a szakterületén számos tankönyv és jó néhány szakkönyv szerzője volt egyedül vagy társszerzőkkel, jelentősebb munkáinak száma is mintegy ötvenre tehető. Legfontosabb munkái az alábbiak:
- Kertészeti géptan I-II. (1960-1961)
- Kertészeti alapismeretek (1963)
- Kertészeti munkagépek és berendezések (1967)
- A termesztő berendezések szellőztetésének gépészeti kérdései (1975)
- Épületgépészet a termesztőtelepeken (monográfia, 1979)
- Kertészeti kisgépek a kertekben és a kisgazdaságokban (monográfia, 1992)
- Tájrendező és kertépítő gépek (monográfia, 1992)
- A kertészeti géptan alapjai (monográfia, 1996)
- A kertészeti termesztés műszaki fejlesztése és integrációs rendszere. (In: Magyarország az ezredfordulón. Stratégiai kutatások a Magyar Tudományos Akadémián, 1997).